# Biserica evanghelică din Cluj-Napoca
Biserica Evanghelică-Luterană Sinodo-Prezbiteriană din Cluj-Napoca este un lăcaș de cult al Bisericii Evanghelice Luterane din România. Edificiul este situat în municipiul Cluj, Bulevardul 21 decembrie 1989, nr. 1, și a fost construit în perioada 1816-1829, după planurile arhitecților Georg Winkler și Christian Kiermeyer. Construcția îmbină armonios elemente ale barocului cu stilul neoclasic. În zidurile sale au fost încorporate pietrele din așa-numitul Bastion rotund.

## Descriere
Lungimea bisericii este de 33,8 metri, lățimea de 18 metri, înălțimea interioară 15 metri, iar înălțimea turnului de 43 metri. Pe fațadă apare inscripția „PIETATI” (fiți pioși, pocăiți-vă). Pictura din altar este opera lui Johann Gentiluomo, iar orga bisericii a fost construită de către firma Walker din Ludwigsburg în anul 1913. 
Biserica este frecventată preponderent de credincioși luterani de limbă maghiară.